# Мала лепа ствар (представа)
Мала лепа ствар је позоришна представа коју су режирао Предраг Стојменовић на основу литерарног поднеска аутора Д. Ајвис, Х. Кордер и Н. Шенголд, који је адаптирала Ања Суша.
Представа је реализована у продукцији позоришта ДАДОВ, као 147. премијера омладинског позоришта.
Премијерно приказивање било је 4. априла 1996.
Шминку су урадиле Јелена Ђорђевић и Николина Шашић а плакат је дизајнирао Александар Јовчић.

## Улоге
| Лица      | Глумци                   |
| --------- | ------------------------ |
| Дени      | Давор Јеремић            |
| Каспер    | Ненад Стојменовић        |
| Мона      | Душица Попадић           |
| Питер     | Владимир Маринковић      |
| Бети      | Јана Савић               |
| Бил       | Срђан Карановић          |
| Девојка   | Вања Ејдус               |
| Полицајац | Маринко Маџгаљ           |
| Скитница  | Марко Медовић            |
| Дени      | Душан Кораћ Горан Јевтић |
| Питер     | Бојан Бајчетић           |